# Moudud Ahmed
Moudud Ahmed (24 mai 1940 - 16 mars 2021) est un avocat et un homme d'État bangladais. Il était membre du comité permanent du Parti nationaliste du Bangladesh. Ahmed a été élu cinq fois membre du Jatiya Sangsad dans les circonscriptions de Noakhali-1 et Noakhali-5.
Ahmed a occupé le poste de capitaine général du Bangladesh après l'indépendance. À partir des années 1980, il a occupé de nombreuses fonctions politiques pendant de courts séjours au sein du gouvernement du Bangladesh, notamment celles de vice-premier ministre (1976-1978 et 1987-1988), de premier ministre du Bangladesh (1988-1989), de vice-président du Bangladesh (en) (1989-1990) et de ministre du droit, de la justice et des affaires parlementaires (2001-2006).

## Biographie

### Jeunesse
Ahmed est né en 1940 dans la présidence du Bengale, sous le Raj britannique. Son père, Momtazuddin Ahmed, était un érudit islamique soufi et imam à Paribagh, Dacca, Maulana . Ahmed a obtenu sa licence et sa maîtrise en sciences politiques à l'université de Dacca. Il a été admis au barreau anglais à Lincoln's Inn à Londres en 1966.
Pendant son séjour au Royaume-Uni, Ahmed a fait partie d'un mouvement intellectuel croissant parmi les étudiants du Pakistan oriental qui envisageaient un Bangladesh indépendant. Après son retour à Dacca, il a rejoint l'équipe juridique de Sheikh Mujibur Rahman lors du procès de l'affaire de conspiration d'Agartala en 1968. Il a accompagné la délégation bengalie dirigée par Sheikh Mujib à la conférence de la table ronde de Rawalpindi avec le maréchal Ayub Khan en 1969. Ahmed a été témoin de nombreux événements importants dans la période précédant l'indépendance du Bangladesh. Il a rejoint le gouvernement provisoire du Bangladesh à Calcutta pendant la guerre de libération de 1971. Il a travaillé dans la division de la publicité extérieure. Ahmed a pris la parole lors de nombreux rassemblements humanitaires pour les victimes du génocide bengali. Une fois, il a provoqué un rassemblement entier à Londres en brandissant un article du Daily Mirror intitulé « Birth of a Nation et en criant « nous sommes vivants, mais nous ne sommes pas encore libres »,,.
Ahmed est l'un des membres fondateurs du comité pour les libertés civiles et l'aide juridique (en), composé de 33 membres, qui a été créé pour protéger les politiciens de l'opposition et les membres de la société civile qui subissaient les foudres du gouvernement le 31 mars 1974. Ahmed a été le premier directeur général des postes du Bangladesh (en) après l'indépendance du pays.
Ahmed a été emprisonné sur ordre du Sheikh Mujibur Rahman en décembre 1974, mais a été libéré par la suite.

### Carrière politique
À la fin des années 1970, Ahmed est courtisé par le lieutenant général Ziaur Rahman, le premier dictateur militaire du Bangladesh. Entre 1976 et 1978, il occupe le poste de vice-premier ministre. En 1977, il a dirigé la délégation bangladaise à l'Assemblée générale des Nations unies. Il a été élu au Parlement pour le Parti nationaliste du Bangladesh (BNP) en 1979. La querelle entre Ahmed et Shah Azizur Rahman lui vaut d'être limogé par Zia,.
En 1985, Ahmed a rejoint le nouveau parti Jatiya du lieutenant général Hossain Mohammad Ershad. Il est à nouveau nommé vice-Premier ministre au sein du cabinet et détient les portefeuilles des ministères de l'Industrie et des Communications. Le président Ershad a nommé Ahmed au poste de Premier ministre en 1988. En poste depuis un an, il a supervisé les opérations de secours lors des inondations catastrophiques de 1988 (en) au Bangladesh. Ahmed a été invité à s'entretenir avec plusieurs dirigeants occidentaux, notamment avec Margaret Thatcher au 10 Downing Street. Cependant, Ershad remplace Ahmed par le gauchiste pro-chinois Kazi Zafar Ahmed en 1989. Ahmed a été élevé au poste de vice-président du Bangladesh en 1989. Il a démissionné en décembre 1990 pour permettre au juge Shahabuddin Ahmed de devenir président par intérim et de diriger la transition vers la démocratie parlementaire,,,.
Après avoir purgé une peine de prison à la suite de l'éviction d'Ershad, Ahmed a été invité par Khaleda Zia à réintégrer le BNP en 1996. Il a été élu au parlement alors qu'il était en prison en 1996. Il a été réélu pour la cinquième fois en 2001. Zia le nomme ministre du droit, de la justice et des affaires parlementaires en 2001,.
En 2007, le gouvernement intérimaire soutenu par l'armée a arrêté Ahmed pour possession illégale d'alcool. Mais l'affaire a été rejetée par la Cour suprême en 2008. Après sa libération de prison, Ahmed a reçu un accueil enthousiaste dans sa circonscription de Noakhali. Il a été réélu au Parlement en 2008. Il a été de nouveau arrêté en 2013 par le gouvernement de la Ligue Awami. Sa famille a déclaré au Guardian que le pays se transformait en prison sous la direction de la Première ministre Sheikh Hasina.
Sous l'administration de la Ligue Awami, Ahmed et son frère Monzur ont été accusés d'avoir occupé illégalement leurs propriétés dans le quartier huppé de Gulshan, à Dacca. Ils ont soutenu que l'affaire était motivée par des raisons politiques,. Le 8 juin 2017, il a été expulsé de sa maison par le Rajdhani Unnayan Kartripakkha. Ahmed a décrit son expulsion comme une vengeance politique du gouvernement de la Ligue Awami. L'ancienne première ministre et présidente du Parti nationaliste du Bangladesh, Khaleda Zia, a condamné la décision de l'expulser. Il vivait dans cette maison depuis plus de 40 ans.

### Vie privée
Ahmed était marié à Hasna Jasimuddin Moudud, une fille du poète bengali Jasimuddin (en). Ils ont une fille, la poétesse Ana Kashfiya Moudud. Leur fils aîné, Asif Momtaz Moudud, est décédé à l'âge de 3 ans, et un autre fils, Aman Momtaj Moudud, est mort de la dengue en 2015,,.
Ahmed était un avocat en exercice à la Cour suprême du Bangladesh. Il a été boursier à l'université de Heidelberg, en Allemagne, et chercheur invité à l'université de Harvard, aux États-Unis. À l'automne 1997, il a été professeur invité à l'Elliott School of International Affairs (en) de l'université George Washington. Il a également été membre du Conseil international de l'Elliott School.

### Mort
Le 30 décembre 2020, Ahmed a été hospitalisé à Dacca en raison d'une baisse du taux d'hémoglobine et a finalement subi un accident vasculaire cérébral. Quelques semaines plus tard, un stimulateur cardiaque lui a été implanté.
Le 1er février 2021, Ahmed a été hospitalisé à Singapour pour une congestion pulmonaire et des complications rénales. Il est décédé un mois plus tard, le 16 mars, à l'âge de 80 ans.

## Publications
- (bn) Moudud Ahmed, Saṃsade yā balechi, Iunibhārsiṭi Presa, 2005 (ISBN 984-05-0278-6 et 978-984-05-0278-3, OCLC 69333954, lire en ligne).
- (en) Moudud Ahmed, South Asia crisis of development : the case of Bangladesh, University Press, 2002 (ISBN 984-05-1653-1 et 978-984-05-1653-7, OCLC 52727288, lire en ligne).
- (en) Moudud Ahmed, Democracy and the challenge of development : a study of politics and military interventions in Bangladesh, Vikas Pub. House, 1995 (ISBN 0-7069-9726-3 et 978-0-7069-9726-2, OCLC 33667103, lire en ligne).
- (en) Moudud Bangladesh Krisak Sramik Awami League, Bangladesh, era of Sheikh Mujibar Rahman, F. Steiner, 1984 (ISBN 3-515-04266-0 et 978-3-515-04266-6, OCLC 12078279, lire en ligne).
- (en) Moudud Ahmed, Bangladesh : constitutional quest for autonomy, 1950-1971, Jeeva, Alternative Words, 1991 (ISBN 91-86702-11-4 et 978-91-86702-11-3, OCLC 29349512, lire en ligne).